# Garami
A Garami régi magyar családnév, amely származási helyre utalhat: a Garam folyó melletti vagy ahhoz közeli településen lakó személy.

## Híres Garami nevű személyek
- Garami Ernő (1876–1935) magyar szociáldemokrata politikus, miniszte
- Garami Gábor (1952–2019) producer
- Garami Gábor (1968) rádiós műsorvezető, zenész
- Garami József (1939) magyar labdarúgó, edző
- Garami László (1921–2003) magyar szobrász
- Garami László (1925–2019) magyar újságíró